# Tour de Luxemburgo 2023
La 83.ª edición del Tour de Luxemburgo fue una carrera de ciclismo en ruta por etapas que se celebró entre el 20 y el 24 de septiembre de 2023 con inicio y final en la ciudad de Luxemburgo en Luxemburgo. El recorrido constó de un total de 5 etapas sobre una distancia total de 709,8 km.
La carrera hizo parte del circuito UCI ProSeries 2023, dentro de la categoría 2.Pro, y fue ganada por el suizo Marc Hirschi del UAE Emirates. Completaron el podio, como segundo y tercer clasificado respectivamente, el estadounidense Brandon McNulty del mismo equipo y el irlandés Ben Healy del EF Education-EasyPost.

## Equipos participantes
Tomaron parte en la carrera 20 equipos, de los cuales 12 fueron de categoría UCI WorldTeam, 6 de categoría UCI ProTeam y 2 de categoría Continental, quienes conformaron un pelotón de 118 ciclistas de los cuales finalizaron 98. Los equipos participantes fueron:
| WorldTeams (12)- AG2R Citroën Team - Alpecin-Deceuninck - Bora-Hansgrohe - Cofidis - EF Education-EasyPost - Groupama-FDJ - Jumbo-Visma - Lidl-Trek - Movistar Team - Soudal Quick-Step - Arkéa-Samsic - UAE Team Emirates ProTeams (6)- Bingoal WB - Israel-Premier Tech - Lotto Dstny - Team Flanders-Baloise - Tudor Pro Cycling Team - Uno-X Pro Cycling Team Equipos continentales (2)- Global 6 Cycling - Leopard TOGT Pro Cycling |
| |

## Etapas
| Etapa     | Fecha     | Recorrido                 | type                    | Distancia (km) | Desnivel (m) | Ganador                    | Líder                |
| --------- | --------- | ------------------------- | ----------------------- | -------------- | ------------ | -------------------------- | -------------------- |
| 1.ª etapa | 20 de sep | Luxemburgo – Luxemburgo   | etapa llana             | 156,4          | 2409 m       | Corbin Strong              | Corbin Strong        |
| 2.ª etapa | 21 de sep | Mondorf-les-Bains – Mamer | etapa llana             | 183,9          | 2670 m       | Jenthe Biermans            | Søren Kragh Andersen |
| 3.ª etapa | 22 de sep | Mertert – Vianden         | etapa escarpada         | 168,4          | 3314 m       | Ben Healy                  | Ben Healy            |
| 4.ª etapa | 23 de sep | Pétange – Pétange         | contrarreloj individual | 23,9           | 237 m        | Victor Campenaerts         | Marc Hirschi         |
| 5.ª etapa | 24 de sep | Mersch – Luxemburgo       | etapa llana             | 177,2          | 3030 m       | Tobias Halland Johannessen | Marc Hirschi         |

## Desarrollo de la carrera

### 1.ª etapa
| Luxemburgo - Luxemburgo | etapa llana | (156,4 km) |

| \| Clasificación de la etapa \| Clasificación de la etapa \| Clasificación de la etapa \| Clasificación de la etapa \| Clasificación de la etapa \| \| Ciclista \| Ciclista \| Equipo \| Tiempo \| \| \| ------------------------- \| ------------------------- \| ------------------------- \| ------------------------- \| ------------------------- \| \| 1.º \| Corbin Strong \| Israel-Premier Tech \| 3 h 51 min 01 s \| \| \| 2.º \| Søren Kragh Andersen \| Alpecin-Deceuninck \| + 0 s \| \| \| 3.º \| Alex Aranburu \| Movistar Team \| + 0 s \| \| \| 4.º \| Diego Ulissi \| UAE Team Emirates \| + 0 s \| \| \| 5.º \| Tiesj Benoot \| Jumbo-Visma \| + 0 s \| \| \| 6.º \| Rick Pluimers \| Tudor Pro Cycling Team \| + 0 s \| \| \| 7.º \| Giulio Ciccone \| Lidl-Trek \| + 0 s \| \| \| 8.º \| Alex Kirsch \| Lidl-Trek \| + 0 s \| \| \| 9.º \| Fausto Masnada \| Soudal Quick-Step \| + 0 s \| \| \| 10.º \| Ilan Van Wilder \| Soudal Quick-Step \| + 0 s \| \| |                      |                        |                 |
| |                      |                        |                 |
| Fuente: ProCyclingStats |                      |                        |                 |
| Clasificación de la etapa |                      |                        |                 |
| Ciclista | Ciclista             | Equipo                 | Tiempo          |
| 1.º | Corbin Strong        | Israel-Premier Tech    | 3 h 51 min 01 s |
| 2.º | Søren Kragh Andersen | Alpecin-Deceuninck     | + 0 s           |
| 3.º | Alex Aranburu        | Movistar Team          | + 0 s           |
| 4.º | Diego Ulissi         | UAE Team Emirates      | + 0 s           |
| 5.º | Tiesj Benoot         | Jumbo-Visma            | + 0 s           |
| 6.º | Rick Pluimers        | Tudor Pro Cycling Team | + 0 s           |
| 7.º | Giulio Ciccone       | Lidl-Trek              | + 0 s           |
| 8.º | Alex Kirsch          | Lidl-Trek              | + 0 s           |
| 9.º | Fausto Masnada       | Soudal Quick-Step      | + 0 s           |
| 10.º | Ilan Van Wilder      | Soudal Quick-Step      | + 0 s           |

| \| Clasificación general \| Clasificación general \| Clasificación general \| Clasificación general \| Clasificación general \| \| Ciclista \| Ciclista \| Equipo \| Tiempo \| \| \| --------------------- \| --------------------- \| ---------------------- \| --------------------- \| --------------------- \| \| 1.º \| Corbin Strong \| Israel-Premier Tech \| 3 h 50 min 51 s \| \| \| 2.º \| Søren Kragh Andersen \| Alpecin-Deceuninck \| + 4 s \| \| \| 3.º \| Alex Aranburu \| Movistar Team \| + 6 s \| \| \| 4.º \| Diego Ulissi \| UAE Team Emirates \| + 10 s \| \| \| 5.º \| Tiesj Benoot \| Jumbo-Visma \| + 10 s \| \| \| 6.º \| Rick Pluimers \| Tudor Pro Cycling Team \| + 10 s \| \| \| 7.º \| Giulio Ciccone \| Lidl-Trek \| + 10 s \| \| \| 8.º \| Alex Kirsch \| Lidl-Trek \| + 10 s \| \| \| 9.º \| Fausto Masnada \| Soudal Quick-Step \| + 10 s \| \| \| 10.º \| Ilan Van Wilder \| Soudal Quick-Step \| + 10 s \| \| |                      |                        |                 |
| |                      |                        |                 |
| Fuente: ProCyclingStats |                      |                        |                 |
| Clasificación general |                      |                        |                 |
| Ciclista | Ciclista             | Equipo                 | Tiempo          |
| 1.º | Corbin Strong        | Israel-Premier Tech    | 3 h 50 min 51 s |
| 2.º | Søren Kragh Andersen | Alpecin-Deceuninck     | + 4 s           |
| 3.º | Alex Aranburu        | Movistar Team          | + 6 s           |
| 4.º | Diego Ulissi         | UAE Team Emirates      | + 10 s          |
| 5.º | Tiesj Benoot         | Jumbo-Visma            | + 10 s          |
| 6.º | Rick Pluimers        | Tudor Pro Cycling Team | + 10 s          |
| 7.º | Giulio Ciccone       | Lidl-Trek              | + 10 s          |
| 8.º | Alex Kirsch          | Lidl-Trek              | + 10 s          |
| 9.º | Fausto Masnada       | Soudal Quick-Step      | + 10 s          |
| 10.º | Ilan Van Wilder      | Soudal Quick-Step      | + 10 s          |

### 2.ª etapa
| Mondorf-les-Bains - Mamer | etapa llana | (183,9 km) |

| \| Clasificación de la etapa \| Clasificación de la etapa \| Clasificación de la etapa \| Clasificación de la etapa \| Clasificación de la etapa \| \| Ciclista \| Ciclista \| Equipo \| Tiempo \| \| \| ------------------------- \| ------------------------- \| ------------------------- \| ------------------------- \| ------------------------- \| \| 1.º \| Jenthe Biermans \| Arkéa-Samsic \| 4 h 31 min 10 s \| \| \| 2.º \| Søren Kragh Andersen \| Alpecin-Deceuninck \| + 0 s \| \| \| 3.º \| Tim Van Dijke \| Jumbo-Visma \| + 0 s \| \| \| 4.º \| Jordi Meeus \| Bora-Hansgrohe \| + 0 s \| \| \| 5.º \| Andrea Bagioli \| Soudal Quick-Step \| + 0 s \| \| \| 6.º \| Alex Kirsch \| Lidl-Trek \| + 0 s \| \| \| 7.º \| Alex Aranburu \| Movistar Team \| + 0 s \| \| \| 8.º \| Maxim Van Gils \| Lotto Dstny \| + 0 s \| \| \| 9.º \| Franck Bonnamour \| AG2R Citroën Team \| + 0 s \| \| \| 10.º \| Rick Pluimers \| Tudor Pro Cycling Team \| + 0 s \| \| |                      |                        |                 |
| |                      |                        |                 |
| Fuente: ProCyclingStats |                      |                        |                 |
| Clasificación de la etapa |                      |                        |                 |
| Ciclista | Ciclista             | Equipo                 | Tiempo          |
| 1.º | Jenthe Biermans      | Arkéa-Samsic           | 4 h 31 min 10 s |
| 2.º | Søren Kragh Andersen | Alpecin-Deceuninck     | + 0 s           |
| 3.º | Tim Van Dijke        | Jumbo-Visma            | + 0 s           |
| 4.º | Jordi Meeus          | Bora-Hansgrohe         | + 0 s           |
| 5.º | Andrea Bagioli       | Soudal Quick-Step      | + 0 s           |
| 6.º | Alex Kirsch          | Lidl-Trek              | + 0 s           |
| 7.º | Alex Aranburu        | Movistar Team          | + 0 s           |
| 8.º | Maxim Van Gils       | Lotto Dstny            | + 0 s           |
| 9.º | Franck Bonnamour     | AG2R Citroën Team      | + 0 s           |
| 10.º | Rick Pluimers        | Tudor Pro Cycling Team | + 0 s           |

| \| Clasificación general \| Clasificación general \| Clasificación general \| Clasificación general \| Clasificación general \| \| Ciclista \| Ciclista \| Equipo \| Tiempo \| \| \| --------------------- \| --------------------- \| ---------------------- \| --------------------- \| --------------------- \| \| 1.º \| Søren Kragh Andersen \| Alpecin-Deceuninck \| 8 h 21 min 59 s \| \| \| 2.º \| Corbin Strong \| Israel-Premier Tech \| + 2 s \| \| \| 3.º \| Alex Aranburu \| Movistar Team \| + 8 s \| \| \| 4.º \| Quinten Hermans \| Alpecin-Deceuninck \| + 9 s \| \| \| 5.º \| Alex Kirsch \| Lidl-Trek \| + 11 s \| \| \| 6.º \| Andrea Bagioli \| Soudal Quick-Step \| + 12 s \| \| \| 7.º \| Rick Pluimers \| Tudor Pro Cycling Team \| + 12 s \| \| \| 8.º \| Giulio Ciccone \| Lidl-Trek \| + 12 s \| \| \| 9.º \| Maxim Van Gils \| Lotto Dstny \| + 12 s \| \| \| 10.º \| Ilan Van Wilder \| Soudal Quick-Step \| + 12 s \| \| |                      |                        |                 |
| |                      |                        |                 |
| Fuente: ProCyclingStats |                      |                        |                 |
| Clasificación general |                      |                        |                 |
| Ciclista | Ciclista             | Equipo                 | Tiempo          |
| 1.º | Søren Kragh Andersen | Alpecin-Deceuninck     | 8 h 21 min 59 s |
| 2.º | Corbin Strong        | Israel-Premier Tech    | + 2 s           |
| 3.º | Alex Aranburu        | Movistar Team          | + 8 s           |
| 4.º | Quinten Hermans      | Alpecin-Deceuninck     | + 9 s           |
| 5.º | Alex Kirsch          | Lidl-Trek              | + 11 s          |
| 6.º | Andrea Bagioli       | Soudal Quick-Step      | + 12 s          |
| 7.º | Rick Pluimers        | Tudor Pro Cycling Team | + 12 s          |
| 8.º | Giulio Ciccone       | Lidl-Trek              | + 12 s          |
| 9.º | Maxim Van Gils       | Lotto Dstny            | + 12 s          |
| 10.º | Ilan Van Wilder      | Soudal Quick-Step      | + 12 s          |

### 3.ª etapa
| Mertert - Vianden | etapa escarpada | (168,4 km) |

| \| Clasificación de la etapa \| Clasificación de la etapa \| Clasificación de la etapa \| Clasificación de la etapa \| Clasificación de la etapa \| \| Ciclista \| Ciclista \| Equipo \| Tiempo \| \| \| ------------------------- \| ------------------------- \| ------------------------- \| ------------------------- \| ------------------------- \| \| 1.º \| Ben Healy \| EF Education-EasyPost \| 4 h 16 min 33 s \| \| \| 2.º \| Marc Hirschi \| UAE Team Emirates \| + 15 s \| \| \| 3.º \| Dylan Teuns \| Israel-Premier Tech \| + 18 s \| \| \| 4.º \| Maxim Van Gils \| Lotto Dstny \| + 37 s \| \| \| 5.º \| Brandon McNulty \| UAE Team Emirates \| + 37 s \| \| \| 6.º \| Archie Ryan \| Jumbo-Visma \| + 37 s \| \| \| 7.º \| Matteo Jorgenson \| Movistar Team \| + 37 s \| \| \| 8.º \| Søren Kragh Andersen \| Alpecin-Deceuninck \| + 45 s \| \| \| 9.º \| Richard Carapaz \| EF Education-EasyPost \| + 45 s \| \| \| 10.º \| Tiesj Benoot \| Jumbo-Visma \| + 45 s \| \| |                      |                       |                 |
| |                      |                       |                 |
| Fuente: ProCyclingStats |                      |                       |                 |
| Clasificación de la etapa |                      |                       |                 |
| Ciclista | Ciclista             | Equipo                | Tiempo          |
| 1.º | Ben Healy            | EF Education-EasyPost | 4 h 16 min 33 s |
| 2.º | Marc Hirschi         | UAE Team Emirates     | + 15 s          |
| 3.º | Dylan Teuns          | Israel-Premier Tech   | + 18 s          |
| 4.º | Maxim Van Gils       | Lotto Dstny           | + 37 s          |
| 5.º | Brandon McNulty      | UAE Team Emirates     | + 37 s          |
| 6.º | Archie Ryan          | Jumbo-Visma           | + 37 s          |
| 7.º | Matteo Jorgenson     | Movistar Team         | + 37 s          |
| 8.º | Søren Kragh Andersen | Alpecin-Deceuninck    | + 45 s          |
| 9.º | Richard Carapaz      | EF Education-EasyPost | + 45 s          |
| 10.º | Tiesj Benoot         | Jumbo-Visma           | + 45 s          |

| \| Clasificación general \| Clasificación general \| Clasificación general \| Clasificación general \| Clasificación general \| \| Ciclista \| Ciclista \| Equipo \| Tiempo \| \| \| --------------------- \| --------------------- \| --------------------- \| --------------------- \| --------------------- \| \| 1.º \| Ben Healy \| EF Education-EasyPost \| 12 h 38 min 34 s \| \| \| 2.º \| Marc Hirschi \| UAE Team Emirates \| + 19 s \| \| \| 3.º \| Dylan Teuns \| Israel-Premier Tech \| + 24 s \| \| \| 4.º \| Søren Kragh Andersen \| Alpecin-Deceuninck \| + 43 s \| \| \| 5.º \| Maxim Van Gils \| Lotto Dstny \| + 47 s \| \| \| 6.º \| Brandon McNulty \| UAE Team Emirates \| + 47 s \| \| \| 7.º \| Matteo Jorgenson \| Movistar Team \| + 47 s \| \| \| 8.º \| Ilan Van Wilder \| Soudal Quick-Step \| + 55 s \| \| \| 9.º \| Richard Carapaz \| EF Education-EasyPost \| + 55 s \| \| \| 10.º \| Tiesj Benoot \| Jumbo-Visma \| + 55 s \| \| |                      |                       |                  |
| |                      |                       |                  |
| Fuente: ProCyclingStats |                      |                       |                  |
| Clasificación general |                      |                       |                  |
| Ciclista | Ciclista             | Equipo                | Tiempo           |
| 1.º | Ben Healy            | EF Education-EasyPost | 12 h 38 min 34 s |
| 2.º | Marc Hirschi         | UAE Team Emirates     | + 19 s           |
| 3.º | Dylan Teuns          | Israel-Premier Tech   | + 24 s           |
| 4.º | Søren Kragh Andersen | Alpecin-Deceuninck    | + 43 s           |
| 5.º | Maxim Van Gils       | Lotto Dstny           | + 47 s           |
| 6.º | Brandon McNulty      | UAE Team Emirates     | + 47 s           |
| 7.º | Matteo Jorgenson     | Movistar Team         | + 47 s           |
| 8.º | Ilan Van Wilder      | Soudal Quick-Step     | + 55 s           |
| 9.º | Richard Carapaz      | EF Education-EasyPost | + 55 s           |
| 10.º | Tiesj Benoot         | Jumbo-Visma           | + 55 s           |

### 4.ª etapa
| Pétange - Pétange | contrarreloj individual | (23,9 km) |

| \| Clasificación de la etapa \| Clasificación de la etapa \| Clasificación de la etapa \| Clasificación de la etapa \| Clasificación de la etapa \| \| Ciclista \| Ciclista \| Equipo \| Tiempo \| \| \| ------------------------- \| ------------------------- \| ------------------------- \| ------------------------- \| ------------------------- \| \| 1.º \| Victor Campenaerts \| Lotto Dstny \| 28 min 06 s \| \| \| 2.º \| Brandon McNulty \| UAE Team Emirates \| + 1 s \| \| \| 3.º \| Diego Ulissi \| UAE Team Emirates \| + 20 s \| \| \| 4.º \| Felix Großschartner \| UAE Team Emirates \| + 22 s \| \| \| 5.º \| Ilan Van Wilder \| Soudal Quick-Step \| + 24 s \| \| \| 6.º \| Koen Bouwman \| Jumbo-Visma \| + 24 s \| \| \| 7.º \| Marc Hirschi \| UAE Team Emirates \| + 27 s \| \| \| 8.º \| Ben O'Connor \| AG2R Citroën Team \| + 27 s \| \| \| 9.º \| Alex Kirsch \| Lidl-Trek \| + 32 s \| \| \| 10.º \| Arthur Kluckers \| Tudor Pro Cycling Team \| + 41 s \| \| |                     |                        |             |
| |                     |                        |             |
| Fuente: ProCyclingStats |                     |                        |             |
| Clasificación de la etapa |                     |                        |             |
| Ciclista | Ciclista            | Equipo                 | Tiempo      |
| 1.º | Victor Campenaerts  | Lotto Dstny            | 28 min 06 s |
| 2.º | Brandon McNulty     | UAE Team Emirates      | + 1 s       |
| 3.º | Diego Ulissi        | UAE Team Emirates      | + 20 s      |
| 4.º | Felix Großschartner | UAE Team Emirates      | + 22 s      |
| 5.º | Ilan Van Wilder     | Soudal Quick-Step      | + 24 s      |
| 6.º | Koen Bouwman        | Jumbo-Visma            | + 24 s      |
| 7.º | Marc Hirschi        | UAE Team Emirates      | + 27 s      |
| 8.º | Ben O'Connor        | AG2R Citroën Team      | + 27 s      |
| 9.º | Alex Kirsch         | Lidl-Trek              | + 32 s      |
| 10.º | Arthur Kluckers     | Tudor Pro Cycling Team | + 41 s      |

| \| Clasificación general \| Clasificación general \| Clasificación general \| Clasificación general \| Clasificación general \| \| Ciclista \| Ciclista \| Equipo \| Tiempo \| \| \| --------------------- \| --------------------- \| ---------------------- \| --------------------- \| --------------------- \| \| 1.º \| Marc Hirschi \| UAE Team Emirates \| 13 h 07 min 26 s \| \| \| 2.º \| Brandon McNulty \| UAE Team Emirates \| + 2 s \| \| \| 3.º \| Ben Healy \| EF Education-EasyPost \| + 3 s \| \| \| 4.º \| Diego Ulissi \| UAE Team Emirates \| + 33 s \| \| \| 5.º \| Ilan Van Wilder \| Soudal Quick-Step \| + 33 s \| \| \| 6.º \| Felix Großschartner \| UAE Team Emirates \| + 37 s \| \| \| 7.º \| Koen Bouwman \| Jumbo-Visma \| + 39 s \| \| \| 8.º \| Ben O'Connor \| AG2R Citroën Team \| + 42 s \| \| \| 9.º \| Søren Kragh Andersen \| Alpecin-Deceuninck \| + 45 s \| \| \| 10.º \| Arthur Kluckers \| Tudor Pro Cycling Team \| + 56 s \| \| |                      |                        |                  |
| |                      |                        |                  |
| Fuente: ProCyclingStats |                      |                        |                  |
| Clasificación general |                      |                        |                  |
| Ciclista | Ciclista             | Equipo                 | Tiempo           |
| 1.º | Marc Hirschi         | UAE Team Emirates      | 13 h 07 min 26 s |
| 2.º | Brandon McNulty      | UAE Team Emirates      | + 2 s            |
| 3.º | Ben Healy            | EF Education-EasyPost  | + 3 s            |
| 4.º | Diego Ulissi         | UAE Team Emirates      | + 33 s           |
| 5.º | Ilan Van Wilder      | Soudal Quick-Step      | + 33 s           |
| 6.º | Felix Großschartner  | UAE Team Emirates      | + 37 s           |
| 7.º | Koen Bouwman         | Jumbo-Visma            | + 39 s           |
| 8.º | Ben O'Connor         | AG2R Citroën Team      | + 42 s           |
| 9.º | Søren Kragh Andersen | Alpecin-Deceuninck     | + 45 s           |
| 10.º | Arthur Kluckers      | Tudor Pro Cycling Team | + 56 s           |

### 5.ª etapa
| Mersch - Luxemburgo | etapa llana | (177,2 km) |

| \| Clasificación de la etapa \| Clasificación de la etapa \| Clasificación de la etapa \| Clasificación de la etapa \| Clasificación de la etapa \| \| Ciclista \| Ciclista \| Equipo \| Tiempo \| \| \| ------------------------- \| -------------------------- \| ----------------------------------- \| ------------------------- \| ------------------------- \| \| 1.º \| Tobias Halland Johannessen \| Uno-X Pro Cycling Team \| 4 h 07 min 25 s \| \| \| 2.º \| Alex Aranburu \| Movistar Team \| + 8 s \| \| \| 3.º \| Franck Bonnamour \| AG2R Citroën Team \| + 8 s \| \| \| 4.º \| Valentin Madouas \| Groupama-FDJ \| + 8 s \| \| \| 5.º \| Mauri Vansevenant \| Soudal Quick-Step \| + 8 s \| \| \| 6.º \| Ewen Costiou \| Arkéa-Samsic \| + 8 s \| \| \| 7.º \| Natnael Tesfatsion \| Lidl-Trek \| + 8 s \| \| \| 8.º \| Sam Oomen \| Jumbo-Visma \| + 8 s \| \| \| 9.º \| Luca Vergallito \| Alpecin-Deceuninck Development Team \| + 8 s \| \| \| 10.º \| Felix Gall \| AG2R Citroën Team \| + 8 s \| \| |                            |                                     |                 |
| |                            |                                     |                 |
| Fuente: ProCyclingStats |                            |                                     |                 |
| Clasificación de la etapa |                            |                                     |                 |
| Ciclista | Ciclista                   | Equipo                              | Tiempo          |
| 1.º | Tobias Halland Johannessen | Uno-X Pro Cycling Team              | 4 h 07 min 25 s |
| 2.º | Alex Aranburu              | Movistar Team                       | + 8 s           |
| 3.º | Franck Bonnamour           | AG2R Citroën Team                   | + 8 s           |
| 4.º | Valentin Madouas           | Groupama-FDJ                        | + 8 s           |
| 5.º | Mauri Vansevenant          | Soudal Quick-Step                   | + 8 s           |
| 6.º | Ewen Costiou               | Arkéa-Samsic                        | + 8 s           |
| 7.º | Natnael Tesfatsion         | Lidl-Trek                           | + 8 s           |
| 8.º | Sam Oomen                  | Jumbo-Visma                         | + 8 s           |
| 9.º | Luca Vergallito            | Alpecin-Deceuninck Development Team | + 8 s           |
| 10.º | Felix Gall                 | AG2R Citroën Team                   | + 8 s           |

## Clasificaciones finales
- Las clasificaciones finalizaron de la siguiente forma:[3]

### Clasificación general
| \| Clasificación general \| Clasificación general \| Clasificación general \| Clasificación general \| Clasificación general \| \| Ciclista \| Ciclista \| Equipo \| Tiempo \| \| \| --------------------- \| --------------------- \| --------------------- \| --------------------- \| --------------------- \| \| 1.º \| Marc Hirschi \| UAE Team Emirates \| 17 h 15 min 11 s \| \| \| 2.º \| Brandon McNulty \| UAE Team Emirates \| + 3 s \| \| \| 3.º \| Ben Healy \| EF Education-EasyPost \| + 5 s \| \| \| 4.º \| Ilan Van Wilder \| Soudal Quick-Step \| + 34 s \| \| \| 5.º \| Diego Ulissi \| UAE Team Emirates \| + 35 s \| \| \| 6.º \| Søren Kragh Andersen \| Alpecin-Deceuninck \| + 39 s \| \| \| 7.º \| Felix Großschartner \| UAE Team Emirates \| + 39 s \| \| \| 8.º \| Koen Bouwman \| Jumbo-Visma \| + 41 s \| \| \| 9.º \| Ben O'Connor \| AG2R Citroën Team \| + 44 s \| \| \| 10.º \| Maxim Van Gils \| Lotto Dstny \| + 57 s \| \| |                      |                       |                  |
| |                      |                       |                  |
| Fuente: ProCyclingStats |                      |                       |                  |
| Clasificación general |                      |                       |                  |
| Ciclista | Ciclista             | Equipo                | Tiempo           |
| 1.º | Marc Hirschi         | UAE Team Emirates     | 17 h 15 min 11 s |
| 2.º | Brandon McNulty      | UAE Team Emirates     | + 3 s            |
| 3.º | Ben Healy            | EF Education-EasyPost | + 5 s            |
| 4.º | Ilan Van Wilder      | Soudal Quick-Step     | + 34 s           |
| 5.º | Diego Ulissi         | UAE Team Emirates     | + 35 s           |
| 6.º | Søren Kragh Andersen | Alpecin-Deceuninck    | + 39 s           |
| 7.º | Felix Großschartner  | UAE Team Emirates     | + 39 s           |
| 8.º | Koen Bouwman         | Jumbo-Visma           | + 41 s           |
| 9.º | Ben O'Connor         | AG2R Citroën Team     | + 44 s           |
| 10.º | Maxim Van Gils       | Lotto Dstny           | + 57 s           |

### Clasificación por puntos
| Clasificación por puntos | Clasificación por puntos   | Clasificación por puntos | Clasificación por puntos | Clasificación por puntos |
| Ciclista                 | Ciclista                   | Equipo                   | Puntos                   |                          |
| ------------------------ | -------------------------- | ------------------------ | ------------------------ | ------------------------ |
| 1.º                      | Søren Kragh Andersen       | Alpecin-Deceuninck       | 41 pts                   |                          |
| 2.º                      | Alex Aranburu              | Movistar Team            | 34 pts                   |                          |
| 3.º                      | Brandon McNulty            | UAE Team Emirates        | 27 pts                   |                          |
| 4.º                      | Marc Hirschi               | UAE Team Emirates        | 25 pts                   |                          |
| 5.º                      | Diego Ulissi               | UAE Team Emirates        | 24 pts                   |                          |
| 6.º                      | Ben Healy                  | EF Education-EasyPost    | 20 pts                   |                          |
| 7.º                      | Tobias Halland Johannessen | Uno-X Pro Cycling Team   | 20 pts                   |                          |
| 8.º                      | Victor Campenaerts         | Lotto Dstny              | 20 pts                   |                          |
| 9.º                      | Corbin Strong              | Israel-Premier Tech      | 20 pts                   |                          |
| 10.º                     | Jenthe Biermans            | Arkéa-Samsic             | 20 pts                   |                          |

### Clasificación de la montaña
| Clasificación de la montaña | Clasificación de la montaña | Clasificación de la montaña | Clasificación de la montaña | Clasificación de la montaña |
| Ciclista                    | Ciclista                    | Equipo                      | Puntos                      |                             |
| --------------------------- | --------------------------- | --------------------------- | --------------------------- | --------------------------- |
| 1.º                         | Mats Wenzel                 | Leopard TOGT Pro Cycling    | 26 pts                      |                             |
| 2.º                         | Lennert Teugels             | Bingoal WB                  | 22 pts                      |                             |
| 3.º                         | Bastien Tronchon            | AG2R Citroën Team           | 12 pts                      |                             |
| 4.º                         | Ben Healy                   | EF Education-EasyPost       | 10 pts                      |                             |
| 5.º                         | Luca Van Boven              | Bingoal WB                  | 6 pts                       |                             |
| 6.º                         | Vito Braet                  | Team Flanders-Baloise       | 6 pts                       |                             |
| 7.º                         | Alexis Guérin               | Bingoal WB                  | 5 pts                       |                             |
| 8.º                         | Krists Neilands             | Israel-Premier Tech         | 4 pts                       |                             |
| 9.º                         | Oliver Knight               | Cofidis                     | 4 pts                       |                             |
| 10.º                        | Marco Haller                | Bora-Hansgrohe              | 4 pts                       |                             |

### Clasificación de los jóvenes
| Clasificación del mejor joven | Clasificación del mejor joven | Clasificación del mejor joven | Clasificación del mejor joven | Clasificación del mejor joven |
| Ciclista                      | Ciclista                      | Equipo                        | Tiempo                        |                               |
| ----------------------------- | ----------------------------- | ----------------------------- | ----------------------------- | ----------------------------- |
| 1.º                           | Marc Hirschi                  | UAE Team Emirates             | 17 h 15 min 11 s              |                               |
| 2.º                           | Brandon McNulty               | UAE Team Emirates             | + 3 s                         |                               |
| 3.º                           | Ben Healy                     | EF Education-EasyPost         | + 5 s                         |                               |
| 4.º                           | Ilan Van Wilder               | Soudal Quick-Step             | + 34 s                        |                               |
| 5.º                           | Maxim Van Gils                | Lotto Dstny                   | + 57 s                        |                               |
| 6.º                           | Arthur Kluckers               | Tudor Pro Cycling Team        | + 58 s                        |                               |
| 7.º                           | Matteo Jorgenson              | Movistar Team                 | + 1 min 08 s                  |                               |
| 8.º                           | Tobias Halland Johannessen    | Uno-X Pro Cycling Team        | + 1 min 14 s                  |                               |
| 9.º                           | Brent Van Moer                | Lotto Dstny                   | + 1 min 20 s                  |                               |
| 10.º                          | Ewen Costiou                  | Arkéa-Samsic                  | + 1 min 28 s                  |                               |

### Clasificación por equipos
| Clasificación por equipos | Clasificación por equipos | Clasificación por equipos | Clasificación por equipos |
| Equipo                    | Equipo                    | Tiempo                    |                           |
| ------------------------- | ------------------------- | ------------------------- | ------------------------- |
| 1.º                       | UAE Team Emirates         | 51 h 46 min 15 s          |                           |
| 2.º                       | Soudal Quick-Step         | + 2 min 46 s              |                           |
| 3.º                       | Jumbo-Visma               | + 3 min 08 s              |                           |
| 4.º                       | AG2R Citroën Team         | + 3 min 45 s              |                           |
| 5.º                       | AG2R Citroën Team         | + 4 min 53 s              |                           |
| 6.º                       | Movistar Team             | + 8 min 43 s              |                           |
| 7.º                       | Lotto Dstny               | + 10 min 29 s             |                           |
| 8.º                       | Lidl-Trek                 | + 12 min 32 s             |                           |
| 9.º                       | Alpecin-Deceuninck        | + 13 min 04 s             |                           |
| 10.º                      | Uno-X Pro Cycling Team    | + 14 min 31 s             |                           |

## Evolución de las clasificaciones
| Etapa                   |                         | Ganador _                  | Clasificación general | Puntos               | Montaña     | Jóvenes       | Equipo _          |
| ----------------------- | ----------------------- | -------------------------- | --------------------- | -------------------- | ----------- | ------------- | ----------------- |
| 1.ª etapa               | etapa llana             | Corbin Strong              | Corbin Strong         | Corbin Strong        | Mats Wenzel | Corbin Strong | Soudal Quick-Step |
| 2.ª etapa               | etapa llana             | Jenthe Biermans            | Søren Kragh Andersen  | Søren Kragh Andersen | Mats Wenzel | Corbin Strong | Soudal Quick-Step |
| 3.ª etapa               | etapa escarpada         | Ben Healy                  | Ben Healy             | Søren Kragh Andersen | Mats Wenzel | Ben Healy     | UAE Team Emirates |
| 4.ª etapa               | contrarreloj individual | Victor Campenaerts         | Marc Hirschi          | Søren Kragh Andersen | Mats Wenzel | Marc Hirschi  | UAE Team Emirates |
| 5.ª etapa               | etapa llana             | Tobias Halland Johannessen | Marc Hirschi          | Søren Kragh Andersen | Mats Wenzel | Marc Hirschi  | UAE Team Emirates |
| Clasificaciones finales | Clasificaciones finales |                            | Marc Hirschi          | Søren Kragh Andersen | Mats Wenzel | Marc Hirschi  | UAE Team Emirates |

## Ciclistas participantes y posiciones finales
Convenciones:
- AB-N: Abandono en la etapa "N"
- FLT-N: Retiro por llegada fuera del límite de tiempo en la etapa "N"
- NTS-N: No tomó la salida para la etapa "N"
- DES-N: Descalificado o expulsado en la etapa "N"

## UCI World Ranking
El Tour de Luxemburgo otorgó puntos para el UCI World Ranking para corredores de los equipos en las categorías UCI WorldTeam, UCI ProTeam y Continental. Las siguientes tablas son el baremo de puntuación y los diez corredores que obtuvieron más puntos:
| Posición              | 1.º | 2.º | 3.º | 4.º | 5.º | 6.º | 7.º | 8.º | 9.º | 10.º | 11.º | 12.º | 13.º | 14.º | 15.º | 16.º-30.º | 31.º-40.º |
| Clasificación general | 200 | 150 | 125 | 100 | 85  | 70  | 60  | 50  | 40  | 35   | 30   | 25   | 20   | 15   | 10   | 5         | 3         |
| Por etapa             | 20  | 15  | 10  | 5   | 3   |     |     |     |     |      |      |      |      |      |      |           |           |
| Líder                 | 5   |     |     |     |     |     |     |     |     |      |      |      |      |      |      |           |           |

| Clasificación |                      |                       |         |       |       |       |
| Posición      | Ciclista             | Equipo                | General | Etapa | Líder | Total |
| ------------- | -------------------- | --------------------- | ------- | ----- | ----- | ----- |
| 1.º           | Marc Hirschi         | UAE Emirates          | 200     | 15    | 5     | 220   |
| 2.º           | Brandon McNulty      | UAE Emirates          | 150     | 18    | -     | 168   |
| 3.º           | Ben Healy            | EF Education-EasyPost | 125     | 20    | 5     | 150   |
| 4.º           | Søren Kragh Andersen | Alpecin-Deceuninck    | 70      | 30    | 5     | 105   |
| 5.º           | Ilan Van Wilder      | Soudal Quick-Step     | 100     | 3     | -     | 103   |
| 6.º           | Diego Ulissi         | UAE Emirates          | 85      | 15    | -     | 100   |
| 7.º           | Felix Großschartner  | UAE Emirates          | 60      | 5     | -     | 65    |
| 8.º           | Koen Bouwman         | Jumbo-Visma           | 50      | -     | -     | 50    |
| 9.º           | Ben O'Connor         | AG2R Citroën          | 40      | -     | -     | 40    |
| 9.º           | Maxim Van Gils       | Lotto Dstny           | 35      | 5     | -     | 40    |